# Fawick Motor Car Company
Fawick Motor Car Company, vorher Silent Sioux Auto Manufacturing Company, war ein US-amerikanischer Hersteller von Automobilen.

## Unternehmensgeschichte
Thomas L. Fawick aus Sioux Falls in South Dakota konstruierte 1908 als Achtzehnjähriger sein erstes Auto. Die Geschäftsleute John F. D. Mundt, R. J. Wells, Richard Brown und G. W. Burnside waren daran interessiert. Sie gründeten das Unternehmen und fertigten ein zweites Auto. Der Markenname lautete Silent Sioux.
1909 oder 1910 folgte die Umfirmierung. Beteiligt waren nun neben den bisherigen Thomas L. Fawick und John F. D. Mundt noch Nevis O. Fawick und Harry N. Hanson. Der Markenname lautete nun Fawick, evtl. mit dem Zusatz Flyer. 1912 endete die Produktion. Während dieser Zeit entstanden fünf Fahrzeuge.

## Fahrzeuge

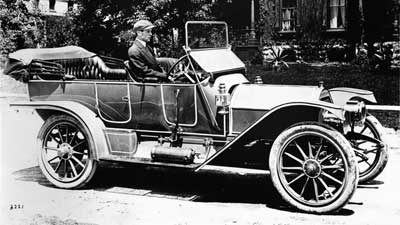
Fawick Flyer 40 HP Foredoor Touring mit einer Karosserie von Abresch (1910.)

Das erste Auto hatte einen Zweizylindermotor.
Ein Vierzylindermotor von Waukesha Engines trieb das zweite Fahrzeug an. Die Charles Abresch Company in Milwaukee fertigte die Karosserie aus Aluminium nach den Plänen von Fawick. Dies ist eine der ersten Karosserien, die aus Aluminiumblech über einer Holzstruktur hergestellt wurden; üblicherweise wurden Aufbauten aus Pressstahl gefertigt. Das hier angewandte Verfahren war aufwendig und erforderte viel Fachkenntnis. Der Fawick Flyer hatte ebenfalls einen Vierzylindermotor von Waukesha. Hier leistete er aus rund 5,8 Liter Hubraum 40 PS bei einem A.L.A.M.-Rating von 36,1 HP. Der Radstand betrug 315 cm. Die offene Karosserie des Tourenwagens bot Platz für fünf Personen. Der Neupreis betrug 3000 US-Dollar.
Ein Fahrzeug von 1910 hatte vier Türen. Damals hieß es, das sei das erste Auto mit vorderen Türen aus US-amerikanischer Produktion gewesen. Der damalige Präsident der Vereinigten Staaten Theodore Roosevelt wurde einmal in diesem Fahrzeug gefahren.
Fawick gab die Produktion von sich aus auf, obwohl die Fahrzeuge mit gutem Gewinn verkauft werden konnte. Er erwartete, dass die Automobilherstellung künftig höhere Investitionen erfordern würde, als er bereitstellen oder organisieren konnte. Ihm gelangen später einige wertvolle Erfindungen, die er patentieren ließ, darunter ein Gummilager zur Motoraufhängung im Fahrgestell, das der Chrysler-Konzern Ende der 1920er Jahre erstmals in eine Großserie übernahm, oder eine Kupplung, die er in seiner Fawick Corporation als Zulieferer anbot.